# スヘルメル
スヘルメル（オランダ語: Schermer [ˈsxɛrmər] ( 音声ファイル) 、西フリース方言: Skirmare）は、オランダの北ホラント州にある基礎自治体（ヘメーンテ）。地名は輝く湖という意味の skir mere に由来する。
スヘルメル干拓地だけでなくオテルレーク、メイゼン、エイランドスの各干拓地もスヘルメル市に含まれる。

## 歴史
800年ごろ、今日のスヘルメル市の地域はスヘルメル川という小川が流れる、一面の泥炭地であった。泥炭の採掘と嵐による洪水で、1250年までにこの小さな川はゾイデル海に連絡する湖となった。17世紀に民間の投資家が、湖の南部（アルクマールデルメール）を除く大部分で干拓をはじめた。1635年に47.7km2の干拓地が造成され、出資者に割り振られた。

## 地区
スヘルメル市はドリーホイゼン (Driehuizen) 、フロートスヘルメル (Grootschermer) 、オテルレーク (Oterleek) 、スヘルメルホルン (Schermerhorn) 、ストンペトーレン (Stompetoren) 、ゾイドスヘルメル (Zuidschermer) の市町村および地区からなる。最後の2つは、スヘルメル干拓地に位置する。
2013年のスヘルメル市の地図

## 行政
スヘルメル市議会の定数は11である。2010年の選挙結果をうけた会派別の議席数は次の通り。
- スヘルメル・ベラング 4
- キリスト教民主アピール (CDA) 3
- 自由民主国民党 (VVD) 2
- 労働党 (PvdA) 2